# LatinNews
LatinNews (Latin American Newsletters) es una agencia de información británica que proporciona servicios de noticias relacionadas con América Latina. Entre sus principales publicaciones destacan Latin American Weekly Report (semanal), Latin American Economy and Business (mensual) y Latinnews Daily (diario).

## Historia
Desde 1967, LatinNews (Latin American Newsletters) ha sido la principal fuente de información sobre desarrollos políticos y económicos en América Latina y el Caribe. Nació para dar información al mundo de los negocios, el sector de servicios financieros, así como a funcionarios gubernamentales y académicos. Con el tiempo, se ha ido haciendo de una amplia gama de recursos impresos y en línea que ofrece a los suscriptores.